# Brug 850
Brug 850 is een bouwkundig kunstwerk in Amsterdam-Zuid.
De brug uit circa 2011 ligt in een voetpad in het park 't Kleine Loopveld in Buitenveldert. Rond genoemd jaartal werd het park ter plaatse aangepast met totstandkoming van kunstmatige eilandjes, welke verbonden werden door bruggen. De firma Haasnoot Bruggen werd gevraagd om een aantal landschappelijke bruggen voor het park te ontwerpen en kwam voor deze plaats met een ophaalbrug. Een ophaalbrug, ook al is ze handbediend, hier is curieus, want omliggende bruggen over hetzelfde water zijn vaste bruggen, die net boven het wateroppervlak liggen; commerciële scheepvaart is er niet mogelijk en er is geen plek om boten te water te laten. Ze valt nauwelijks op in het landschap en heeft (behalve het ophaalgedeelte) hetzelfde uiterlijk als brug 848.  
Brugnummer 850 was eerder in 1976 in gebruik voor een voetgangerstunnel in de Ouderkerkerlaan in de ringspoorbaan nabij een golfveld. Deze brug werd later weer gesloopt. 

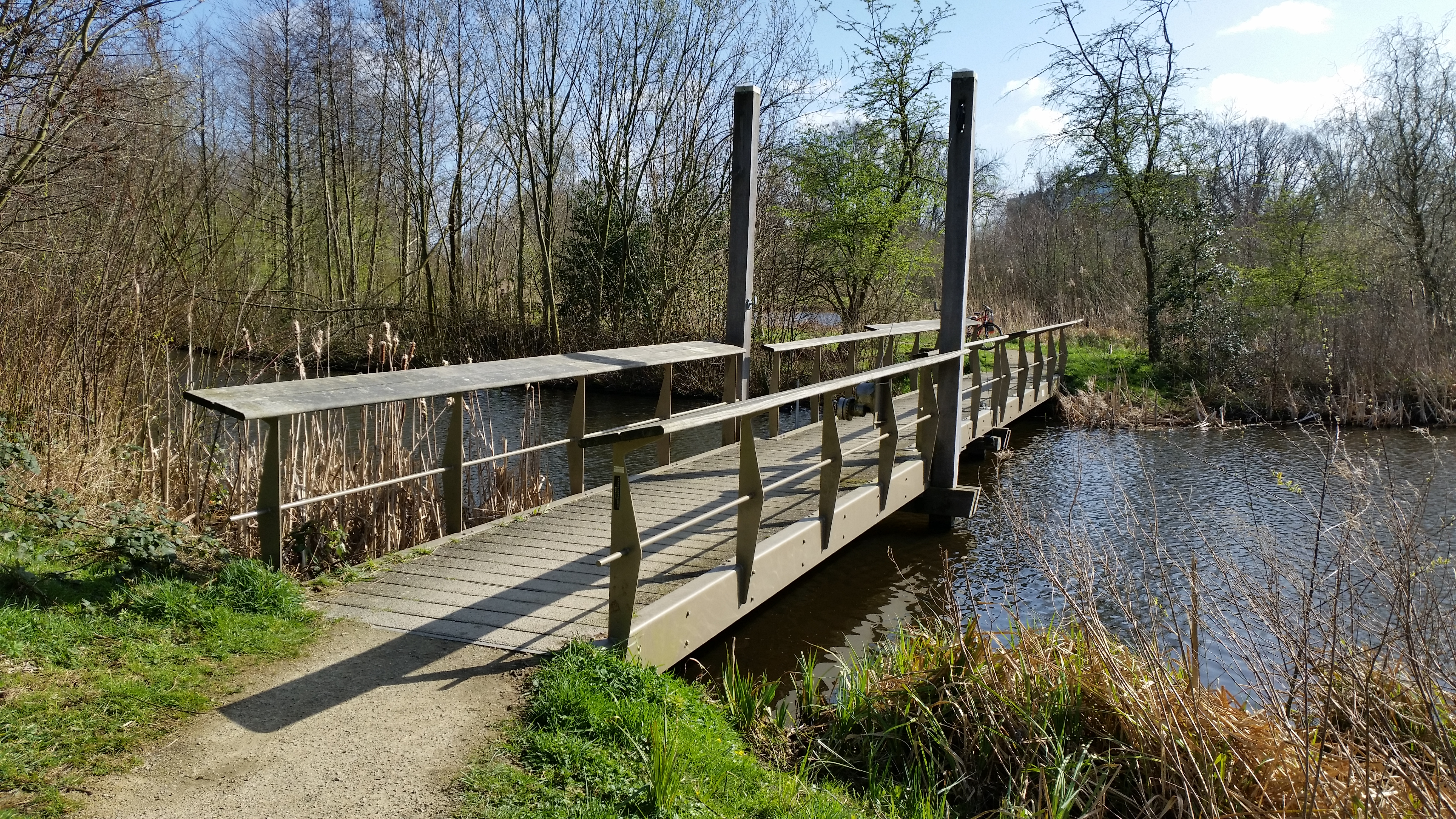
Zijaanzicht van brug 850 (maart 2020)

<<< · 801 · 802 · 803 · 804 · 805 · 808 · 811 · 812 · 813 · 814 · 815 · 816 · 817 · 818 · 819 · 820 · 821 · 822 · 823 · 824 · 825 · 826 · 827 · 828 · 829 · 830 · 831 · 832 · 833 · 834 · 835 · 836 · 837 · 838 · 839 · 840 · 841 · 842 · 844 · 845 · 846 · 848 · 849 · 850 ·  854 · 856 · 857 · 858 · 859 · 860 · 863 · 864 · 865 · 866 · 867 · 868 · 869 · 870 · 871 · 872 · 873 · 875 · 876 · 877 · 889 · 890 · 891 · 892 · 893 · 895 · 896 · 897 · 898 · 899 · >>>
Brugnummers 800, 806, 807, 809, 810, 843 (gesloopt, Uilenstede, Amstelveen), 847 (Uilenstede, Amstelveen) , 851 (gesloopt, Dirk Sterenberg), 852 (gesloopt, Dirk Sterenberg), 853 (gesloopt, Dirk Sterenberg), 855, 861, 862, 874, 878, 879, 880, 881, 882, 883, 884, 885, 886, 887, 888, 894 zijn niet (meer) vergeven.